# Glaubitz
Glaubitz ist eine Gemeinde in Sachsen und Mitglied der Verwaltungsgemeinschaft Nünchritz.

## Geographie und Verkehrsanbindung
Die Gemeinde liegt am Rande der Großenhainer Pflege am Übergang zur Elbaue, welche sich westlich der Gemeinde befindet. Die Nachbarstädte sind die Stadt Großenhain (12 km) und Riesa (7 km). Der Elsterwerda-Grödel-Floßkanal führt durch die Gemeinde.

### Nachbargemeinden
Angrenzende Gemeinden sind Zeithain, Wülknitz, Nünchritz und die Stadt Großenhain im Landkreis Meißen.

### Ortsgliederung
Zur Gemeinde gehören die Ortsteile Marksiedlitz,  Radewitz und Glaubitz, die ehemaligen Ortsteile Sageritz und  Langenberg sowie die Wüstungen Leuba und Buchau.

### Verkehrsanbindung
Die B 98 führt durch Glaubitz. An der Bahnstrecke Leipzig-Riesa-Dresden existiert der Bahnhof Glaubitz, an dem die Saxonia-Linie RE 50 zwischen Dresden und Leipzig Halt macht. Fünf Buslinien verbinden Glaubitz unter anderem mit Riesa, Gröditz, Großenhain und Nünchritz.

## Geschichte

### Glaubitz
Glaubitz leitet sich von den slawischen Wörtern glubka, glubiza, was kleiner Tiefenort bedeutet, ab. Der Ort lag im Siedlungsgebiet der Daleminzier.
Der Ort Glaubitz wurde 1271 das erste Mal urkundlich erwähnt, damals noch unter dem slawischen Namen „Glubozk“. Als ältester Eigentümer der dort ursprünglich stehenden Wasserburg wird der 1275 erstmals erwähnte Ritter Berthold von Glaubitz benannt. Im Jahr 1319 wird erstmals eine Kirche erwähnt. Im Jahr 1408 ist Poppe von Köckeritz auf Glaubitz ansässig und wird Glaubitz als Raubschloss durch den Markgrafen von Brandenburg belagert. Im Jahr 1585 entstand die Buschmühle (Grützmühle), eine Wassermühle mit zwei Mahlgängen. Vier Jahre später erfolgte der Neubau der Kirche. Die Herrschaft übte Erb- und Obergerichtsbarkeit aus.
Im Jahr 1642 während des Dreißigjährigen Krieges zog die schwedische Hauptarmee unter Lennart Torstensson durch Glaubitz in Richtung Großenhain. Im Siebenjährigen Krieg kam es am 17. November 1757 zu einem Reitergefecht zwischen Glaubitz und Wildenhain. 1781 wird zum ersten Mal eine Schule erwähnt. 1886 wurde eine neue Schule gebaut, die 1905 aufgrund gestiegener Schülerzahlen vergrößert werden musste. 1904 wurde die Freiwillige Feuerwehr gegründet. 1934/35 wurde die Siedlung an der Straße der Jugend errichtet, anschließend die Kanalsiedlung. Der Erste und der Zweite Weltkrieg forderten in Glaubitz viele Opfer.

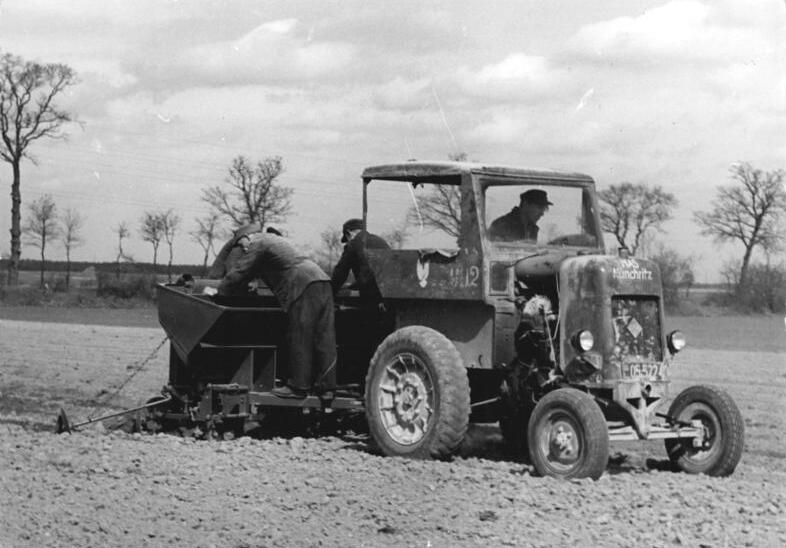
Kartoffellege der LPG Glaubitz (1953)

Am 17. April 1945 erreichte eine Kolonne KZ-Häftlinge Glaubitz. Während einer Rast auf dem Sportplatz entkamen bei einem Fliegerangriff viele Häftlinge. Die im Raum Glaubitz von der Hitlerjugend wieder eingefangenen Häftlinge wurden im Glaubitzer Wald erschossen und beerdigt. Ein Denkmal erinnert heute daran. Am 24. April 1945 war die Hitlerarmee in diesem Gebiet besiegt.
Am 4. November 1945 wurde das Komitee für gegenseitige Bauernhilfe gegründet, das im Rahmen der Bodenreform 399 Hektar Land aus Enteignungen an 73 Neubauern verteilte. 1953 gründeten vier Bauern die LPG, die später zum Teilbetrieb der LPG Kanalgebiet wurde.

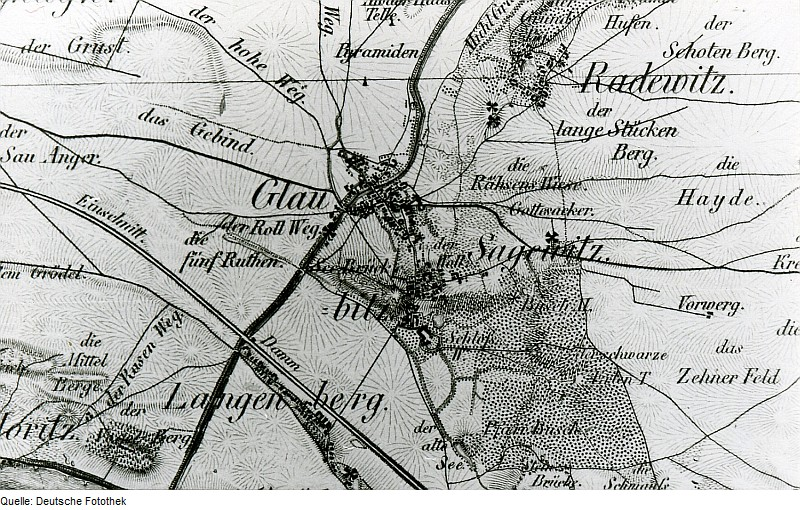
Glaubitz auf einer Karte aus dem 19. Jahrhundert

1957 wurde in Glaubitz eine katholische Kapelle geweiht, die im Gebäude einer alten Schlosserei eingerichtet wurde und nach Papst Pius X. benannt ist.
1967 wurden die Wohnblöcke „Am Raubschlösschen“ gebaut. Heute prägen Einfamilienhäuser das Ortsbild. Nach der Wende wurden die Straßen „Stephansposchinger Straße“ und „Seebergblick“ neu gebaut.
Richtung Zeithain entstand ein neues Gewerbegebiet, in dem sich viele Industriebetriebe angesiedelt haben.
Im Sommer 2017 machte Glaubitz als das Dorf, dem die Frauen weglaufen Schlagzeilen. Diese Reportage war aber recht oberflächlich und erwähnte nicht, dass der Männerüberschuss durch ca. 200 Häftlinge der JVA Zeithain, die zu Glaubitz gehört, teilweise verursacht wurde.

### Radewitz
Radewitz war 1378 dem Markgrafen von Meißen steuerpflichtig, gerichtlich unterstand es dem Schloss Hayn (Großenhain).
1406 waren die von Köckeritz auf Glaubitz Zinsherren, ab 1485 gehörte das Dorf zur Herrschaft Glaubitz.
1564 hatte der Kurfürst von Sachsen die hohe Jagd im Radewitzer Wald inne. Ab November 1781 erhielt das Dorf die Erlaubnis zum Reihenschank. Reihenschank bedeutete, dass jeder Brauberechtigte eine Woche selbst gebrautes Bier ausschenken durfte. Die Kinder des Dorfes gingen damals schon nach Glaubitz in die Schule.
1624 lebten 13 Steuerzahler in Radewitz, 1661 waren es nur 10. 1840 hatte Radewitz 160 Einwohner. Zum Ort gehörten 15 Güter, neun Häuser und eine Hutmannswohnung sowie drei Mühlen und eine Gastwirtschaft, die heute noch existiert.

### Marksiedlitz

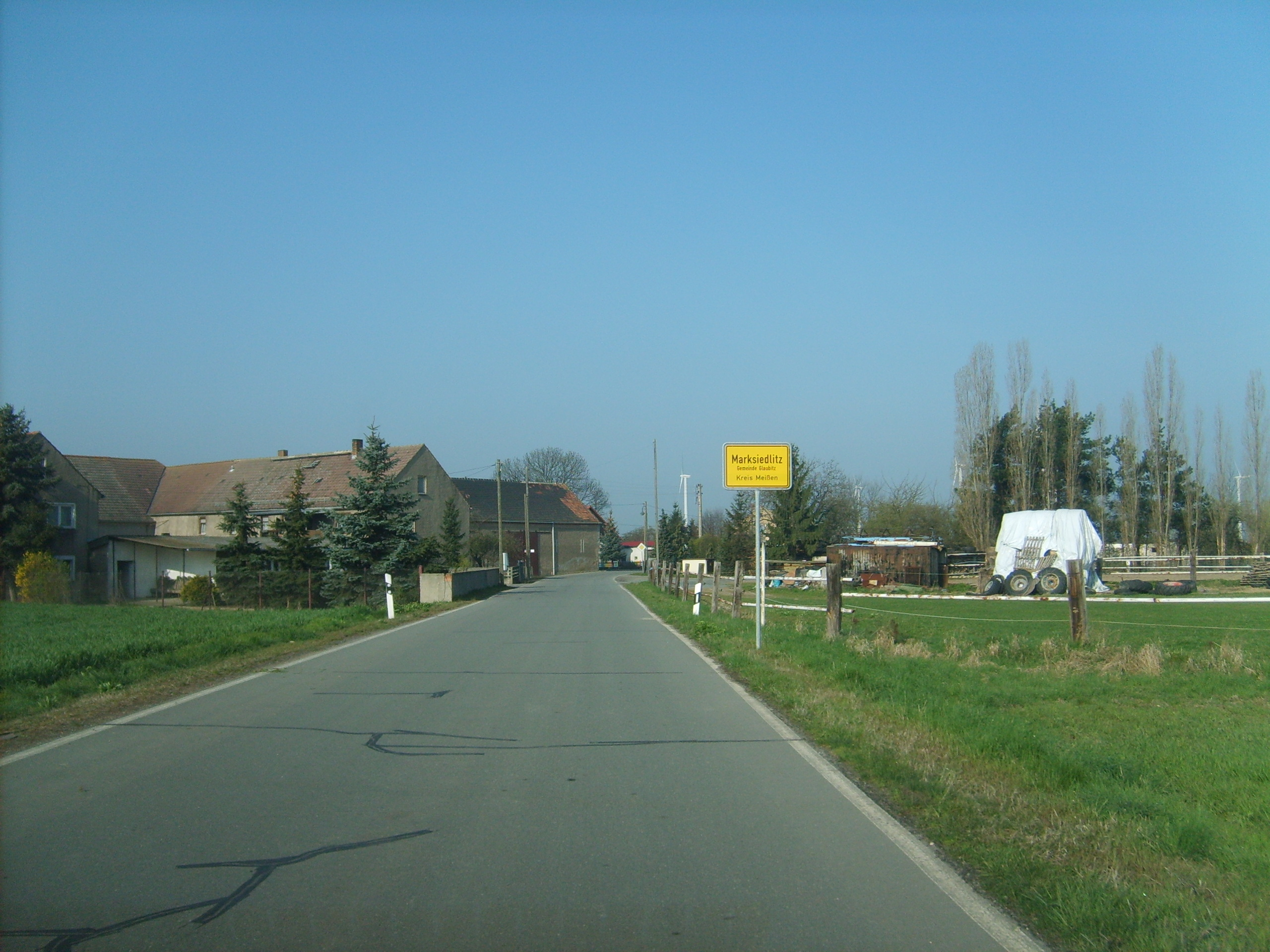
Marksiedlitz

Marksiedlitz (Siedlitz) wurde 1233 zum ersten Mal erwähnt. Es war damals 24 Hufen groß und gehörte dem Kloster Riesa. In der nachfolgenden Zeit waren die Herren von Kiucz, der Meißner Domstift und wiederum das Kloster Riesa die Besitzer. Der Ort wurde aus unbekannten Gründen schon Mitte des 16. Jahrhunderts zur Wüstung. Um das Land des wüsten Ortes stritten sich oft die umliegenden Grundherren und Bauern von Streumen, Glaubitz und Zabeltitz. Ab 1748 begann die Wiederbesiedlung des Dorfes, das jetzt Marksiedlitz genannt wurde. 1890 hatte das Dorf 47 Einwohner.

### Sageritz
Sageritz war schon in der Vorzeit bewohnt, was gefundene Brandgräber beweisen. Das Dorf selbst wurde am 15. November 1539 das erste Mal urkundlich erwähnt, aber das Bauerndorf Sageritz bestand wohl schon länger. In Sageritz befindet sich eine frühmittelalterliche kleine Wallanlage mit Wassergraben, die aber heute kaum noch erkennbar ist (Wiesenweg – Großenhainer Straße auf halbem Weg linke Seite). 1601 soll Dietrich von Truchseß auf Glaubitz Sageritz erworben haben. 1639 kam das Dorf vorübergehend in den Besitz von Balthasar von Köckeritz auf Bobersen und Promnitz, danach wieder zurück an das Glaubitzer Rittergut. Im Dreißigjährigen Krieg wurde Sageritz fast vollständig zerstört und entvölkert. Von 23 Gehöften wurden 20 zerstört. Aufgrund der schlechten Bodenverhältnisse kam es außerdem im 16. Jahrhundert mehrmals zu Missernten.
Kirchlich und schulisch gehörte Sageritz immer zu Glaubitz und die Sageritzer mussten Hufenbrote als Entgelt an den Schullehrer zahlen. Seit 1924 gehört Sageritz zu Glaubitz.

### Langenberg
1788 überließ der Rittergutsbesitzer Johann Gottfried Perl ein Stück brachliegenden Landes einigen einfachen Bauern zur unentgeltlichen Besiedelung. Es bildete sich sofort eine schnellwachsende Kolonie, die zunächst ein Ortsteil von Sageritz war. 1803 gab es einen Weinberg in Langenberg und 1817 ein Wirtshaus. 1818 wurde Langenberg selbstständige Gemeinde. Die Einwohner waren zumeist Schiffer, Maurer, Zimmerer und Tagelöhner. 1838 wurde in Langenberg für die Grödeler und Langenberger Kinder ein Schulgebäude errichtet. Mit der Einweihung der ersten deutschen Ferneisenbahn erlebte der Ort einen weiteren Aufschwung. Langenberg bekam einen Bahnhof mit Gütergleis. Dies begünstigte die Ansiedlung von Gewerbe. 1875 wurde ein Dampfmühlenbetrieb eröffnet, 1897 eine Glasfabrik und 1918 eine Fabrik für Beleuchtungskörper. 1885 wurde die Schule durch einen Neubau ersetzt und 1923 erweitert.
Seit dem 1. Januar 1877 bildete Langenberg mit Glaubitz und Sageritz eine Gesamtgemeinde und gehört seit 1924 zu Glaubitz.

### Bevölkerungsentwicklung

Einwohnerentwicklung von Glaubitz von 1834 bis 2017

| Jahr | Einwohner                 |
| ---- | ------------------------- |
| 1552 | 24 besessene Mann         |
| 1552 | 35 Inwohner               |
| 1764 | 28 besessene Mann         |
| 1764 | 4 Häusler                 |
| 1764 | 37,5 Hufen je 14 Scheffel |
| 1834 | 406                       |
| 1871 | 507                       |
| 1890 | 634                       |
| 1910 | 1551                      |
| 1925 | 1745                      |

| Jahr | Einwohner |
| ---- | --------- |
| 1939 | 2019      |
| 1946 | 2373      |
| 1950 | 2446      |
| 1964 | 2215      |
| 1990 | 2073      |
| 2000 | 2060      |
| 2012 | 2107      |
| 2013 | 2078      |
| 2017 | 2109      |

### Eingemeindungen
| Ehemalige Gemeinde | Datum | Anmerkung                        |
| ------------------ | ----- | -------------------------------- |
| Langenberg         | 1877  | ehemaliger Ortsteil von Sageritz |
| Sageritz           | 1877  |                                  |
| Radewitz           | 1973  |                                  |
| Marksiedlitz       | 1950  | nach Radewitz eingemeindet       |

## Politik

### Gemeinderat
Seit der Gemeinderatswahl am 9. Juni 2024 verteilen sich die 12 Sitze des Gemeinderates folgendermaßen auf die einzelnen Gruppierungen:
- Bürgernahe parteienunabhängige Wählervereinigung (BpWV): 7 Sitze
- CDU: 5 Sitze

| Insgesamt 12 Sitze - BpWV: 7 - CDU: 5 | Wahlvorschlag                                  | 2024   | 2024   | 2019   | 2019   | 2014   | 2014   |
| Insgesamt 12 Sitze - BpWV: 7 - CDU: 5 | Wahlvorschlag                                  | Sitze  | in %   | Sitze  | in %   | Sitze  | in %   |
| Insgesamt 12 Sitze - BpWV: 7 - CDU: 5 | Bürgernahe parteiunabhängige Wählervereinigung | 7      | 52,9   | 4      | 33,9   | 4      | 36,4   |
| Insgesamt 12 Sitze - BpWV: 7 - CDU: 5 | CDU                                            | 5      | 47,1   | 5      | 36,7   | 6      | 48,1   |
| Insgesamt 12 Sitze - BpWV: 7 - CDU: 5 | AfD                                            | –      | –      | 1      | 21,0   | –      | –      |
| Insgesamt 12 Sitze - BpWV: 7 - CDU: 5 | Linke                                          | –      | –      | 1      | 8,4    | 1      | 15,5   |
| Insgesamt 12 Sitze - BpWV: 7 - CDU: 5 | Wahlbeteiligung                                | 68,4 % | 68,4 % | 66,4 % | 66,4 % | 55,8 % | 55,8 % |

### Bürgermeister
Bürgermeister ist seit 2008 Lutz Thiemig.
| Wahl | Bürgermeister | Vorschlag | Wahlergebnis (in %) |
| ---- | ------------- | --------- | ------------------- |
| 2022 | Lutz Thiemig  | Thiemig   | 80,7                |
| 2015 | Lutz Thiemig  | Thiemig   | 96,2                |
| 2008 | Lutz Thiemig  | Thiemig   | 93,4                |
| 2001 | Bernd Lotze   | Lotze     | 99,1                |
| 1994 | Bernd Lotze   | Lotze     | 97,7                |

### Wappen
Auf grünem Grund eine junge Frau mit goldenem Haar in silbernem Kleid, in der Rechten einen silbernen Karpfen (Wappentier derer von Glaubitz), in der Linken eine goldene heraldische Doppel-Lilie haltend (Wappen derer von Köckeritz).

### Partnergemeinden

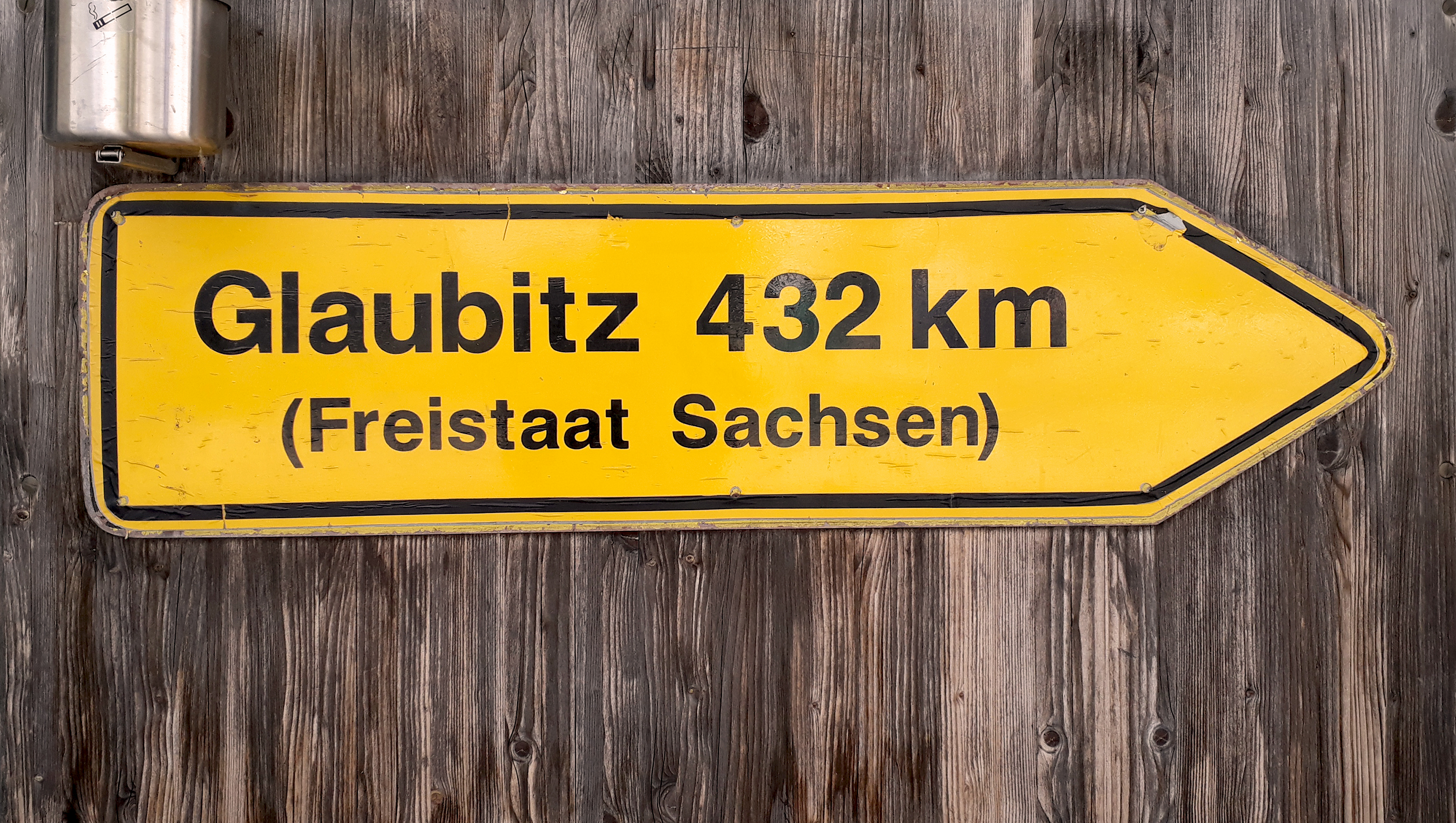
Glaubitz-Wegweiser in Stephansposching

Seit dem 7. August 1991 besteht eine Ortspartnerschaft mit der Gemeinde Stephansposching im Landkreis Deggendorf in Bayern.
Im Partnerschaftsvertrag heißt es: Die Partnerschaft hat das Ziel, auf breiter Grundlage die Bürgerinnen und Bürger beider Gemeinden zusammenzuführen und freundschaftlich miteinander zu verbinden. Es soll gemeinsames Bestreben sein, die geknüpften Freundschaftsbande dauerhaft auf alle dazu geeigneten Lebensbereiche auszuweiten.

## Kultur

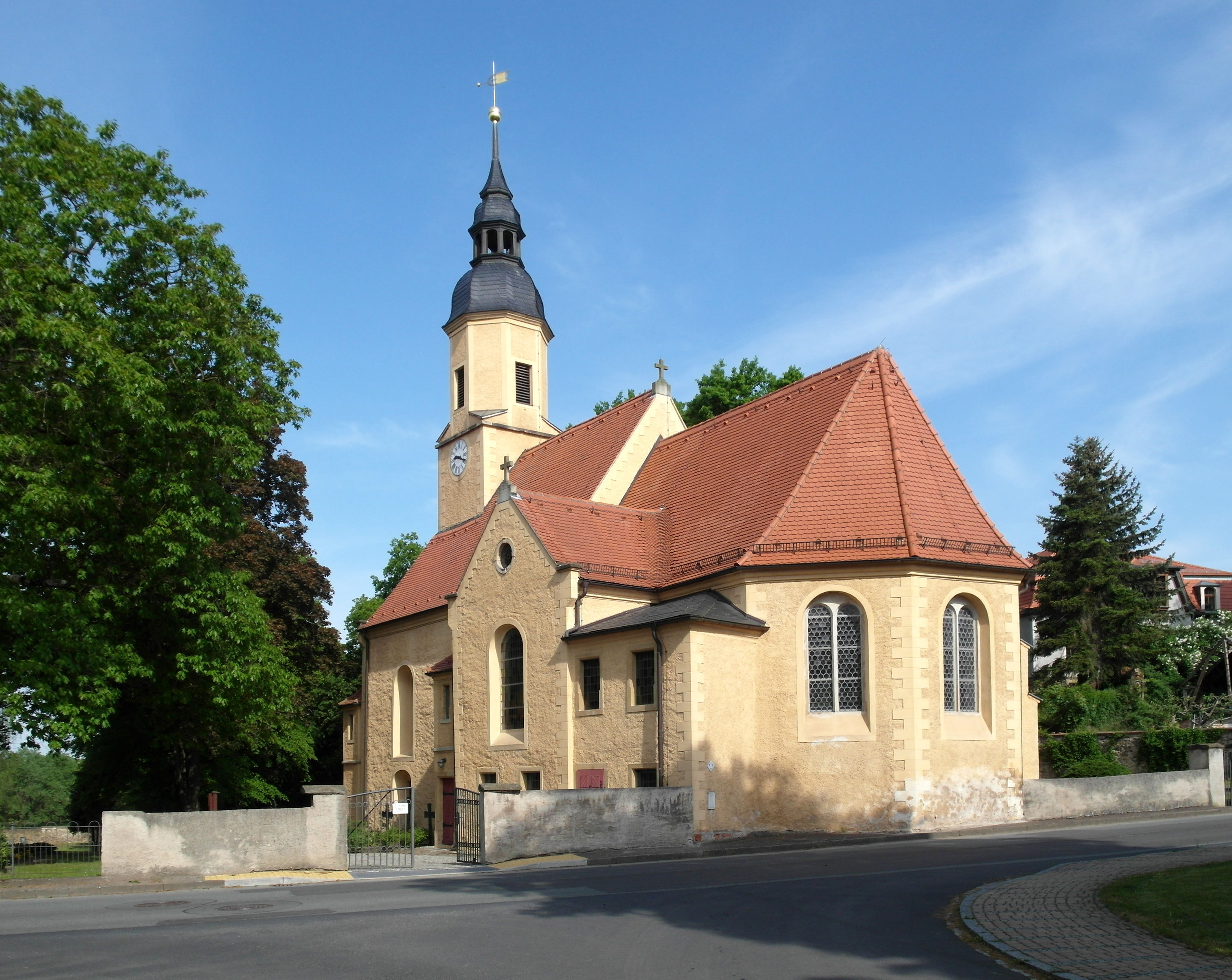
Kirche Glaubitz

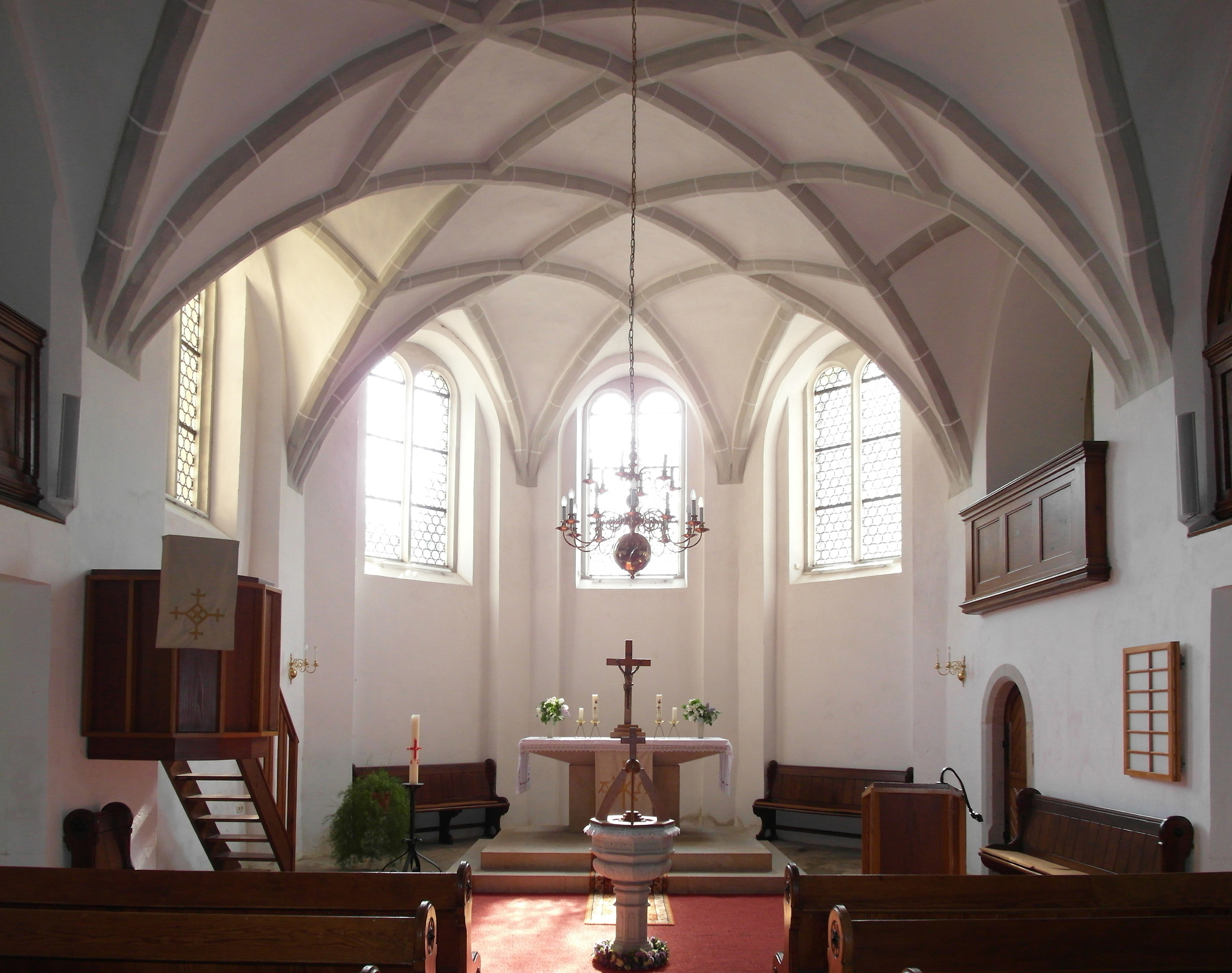
Kirche Glaubitz, Innenansicht

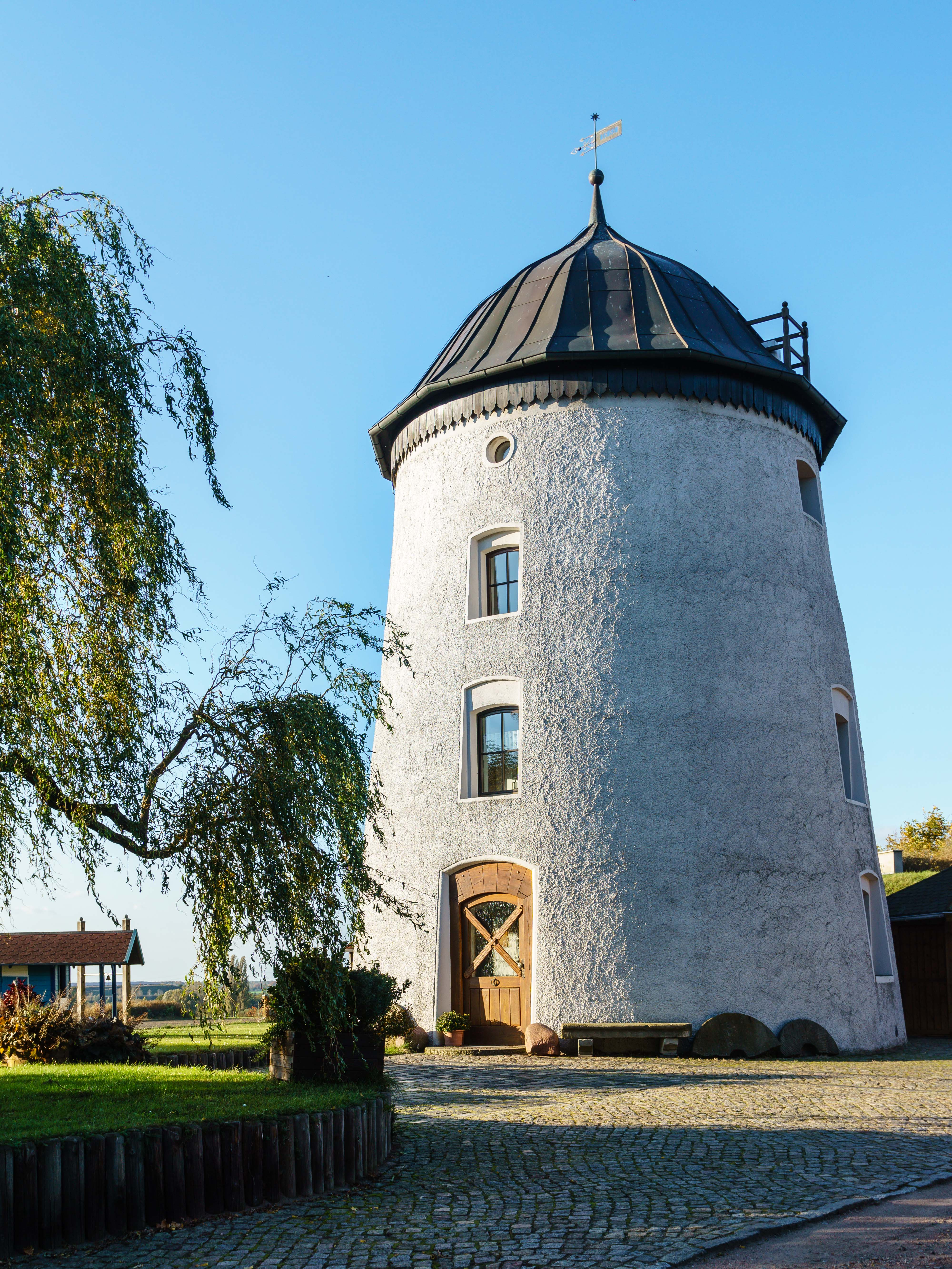
Holländermühle

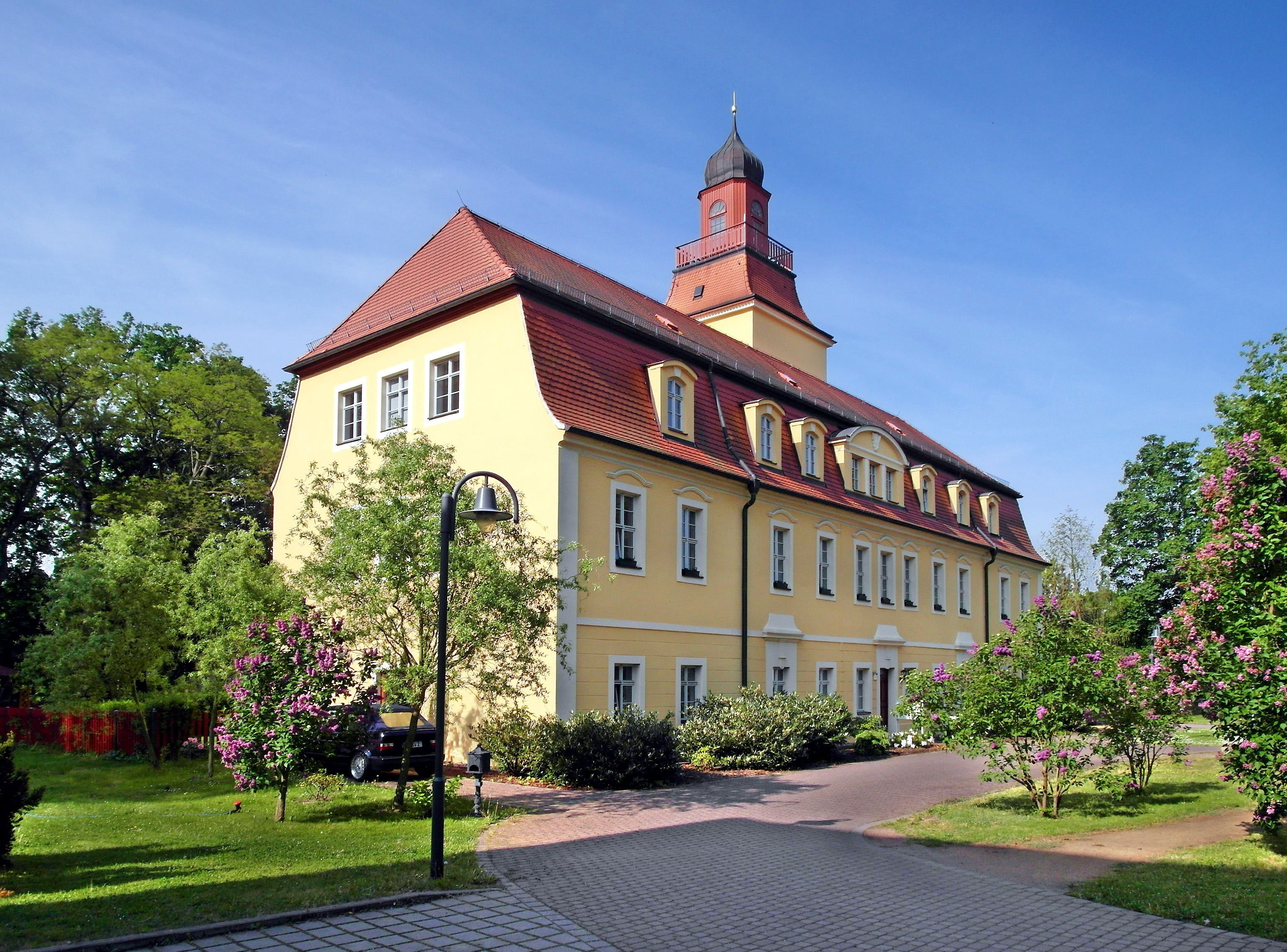
Schloss Glaubitz

### Sehenswürdigkeiten

#### Kirche Glaubitz
Die älteste Nachricht über das Vorhandensein einer Kirche stammt aus den Hirschsteiner Gerichtsakten des Jahres 1319. Die heutige Kirche entstand nach der Reformation in der Zeit von 1586 bis 1589 – damals noch ohne Turm. Der Turm entstand im Jahr 1741. Zu seiner Stützung musste 1786 der starke Pfeiler an der Nordseite der Kirche angebaut werden. 1795 wurde der Kirchenraum umgestaltet. Ein Kanzelaltar mit Sakristei und Emporen wurden eingebaut. Bei einer weiteren Erneuerung 1893 wurde der Kanzelaltar durch einen Steinaltar mit Holzaufsatz ersetzt, die Sakristei mit der darüberliegenden Loge angebaut und die Orgel und der Taufstein angeschafft. 1925 bekam die Kirche ein neues Bronzegeläut. Die zwei großen Glocken wurden im Zweiten Weltkrieg eingeschmolzen. Erst 1951 bekam die Kirche ein neues Geläut. Durch eine Munitionssprengung im Glaubitzer Wald 1945 wurden die Kirchenfenster zerstört. 1965 wurden die Chorfenster wieder mit Sandsteingewänden geteilt und mit Butzenscheiben verglast.
In der Zeit vor der friedlichen Revolution war die Kirche ein Ort der Begegnung und Unterstützung. Sie fungierte in der Vorwendezeit auch als Auftrittsort von regimekritischen Gruppen.
Zwischen 1993 und 1994 wurde der Turm komplett rekonstruiert. In den folgenden Jahren wurden das Kirchenschiff und der Chorraum saniert.
Heute ist die Kirche ein Ort mit einer sehr lebendigen Gemeinde, der durch viele ehrenamtliche Mitglieder getragen wird.

### Holländerwindmühle
Oberhalb von Glaubitz steht auf einer Anhöhe die alte Turmholländermühle. Von 1740 bis zum Ersten Weltkrieg war die Mühle in Betrieb. Sie wurde zum Mahlen von Korn benutzt. 1994 wurde von den Besitzern die neue Haube aufgesetzt und die Mühle umfassend saniert. Heute wird das sanierte Gebäude als Wohnhaus genutzt.

### Weitere Sehenswürdigkeiten
- Schloss Glaubitz
- Wasserturm an der Straße nach Nünchritz
- die ehemalige Wassermühle auf dem Gelände des Waldbades. Die Buschmühle (Grützmühle) ist das älteste Gebäude von Glaubitz. 1947/48 wurde der ehemalige Mühlteich zum Bad umgebaut.
- Seeberg:

Der Seeberg war in früherer Zeit eine Befestigung. Ein Teil des Walles ist noch erkennbar. Unterhalb der Steilwand befand sich früher ein großer See, dessen Überrest die alte See darstellt. Um diesen See ranken sich einige Sagen. Vom Seeberg aus hat man eine gute Fernsicht.
- Obelisken auf einem Feld Richtung Streumen zeigen die Lage des Lustlagers von Zeithain an.
- Hexentanzplatz im Glaubitzer Wald

1655 fand ein Inquisitionsprozess gegen den damaligen Grundherrn Baltasar von Köckeritz und seinen Schäfer statt.
- Museum des Papierkünstlers Horst Schubert auf der Langenberger Straße. Zu besichtigen ist z. B. die Freiheitsstatue, welche gänzlich aus Papier gefaltet ist.

### Gedenkstätten
- Gemeinschaftsgrab und Ehrenmal im Wald zwischen Roda und Glaubitz für 56 KZ-Häftlinge, die bei einem Todesmarsch vom Außenlager Leipzig-Thekla des KZ Buchenwald bzw. aus einem Außenlager des KZ Groß-Rosen im April 1945 von SS-Männern ermordet wurden
- Denkmal für die im Ersten Weltkrieg gefallenen Soldaten auf dem unteren Friedhof. Es trägt die Inschrift: „Getreu bis in den Tod, 1914–1918 Unseren im Weltkriege gefallenen Kameraden gewidmet.“ Aufgeführt sind die Namen von 71 Gefallenen.

### Regelmäßige Veranstaltungen
- Fasching
- das Maifeuer auf dem Sportplatz
- Für Fans des Punkrocks findet einmal jährlich im Juli das Back-to-Future-Festival auf dem Gelände des Reitplatzes und des Waldbades statt.[12] Veranstaltet wird das Festival vom Verein für Kunst und Kultur im ländlichen Raum Glaubitz e. V.
- das Badfest im Waldbad Glaubitz am ersten Augustwochenende
- der Weihnachtsmarkt auf dem Gelände des Schlosses

### Bräuche
- Martinsfest mit Laternenumzug am 11. November
- Kuchensingen (Zampern) vor der Fastnacht
- Holen des Osterwassers am Ostersonntag

## Persönlichkeiten
- Romy Logsch (* 1982), ehemalige deutsche Bobfahrerin und Leichtathletin
- Thorsten Kutschke (* 1970), Journalist und Fernsehmoderator, wuchs in Glaubitz auf
- Rolf Weber (1930–2004), Historiker und Hochschullehrer an der Universität Leipzig
- Volkmar Einenkel (1858–1904), Pfarrer und Schriftsteller
- Adolf Müller (1876–1957), Theologe, Oberlandeskirchenrat und Komponist
- Julius Friedrich Perl (1810–1878), Bergbeamter